# Gabri (Fußballspieler, 1979)
Gabri, mit vollem Namen Gabriel Francisco García de la Torre (* 10. Februar 1979 in Sallent de Llobregat), ist ein ehemaliger spanischer Fußballspieler und heutiger -trainer. Der Mittelfeldspieler wurde in der Jugendakademie des FC Barcelona ausgebildet und spielte sieben Jahre für die erste Mannschaft des Vereins. Anschließend verbrachte er vier Jahre bei Ajax Amsterdam und stand nach einer Station beim katarischen Umm-Salal SC zuletzt drei Jahre in der Schweiz zunächst beim FC Sion und bis 2014 beim FC Lausanne-Sport unter Vertrag. Nach dem Ende seiner Spielerkarriere ist er als Trainer aktiv.

## Spielerkarriere

### Vereine
Der Spanier kommt aus der Jugendmannschaft des FC Barcelona und erkämpfte sich vor allem durch starken Leistungen in der Champions League einen Stammplatz bei den Blau-Roten. Gabri spielte bei den Katalanen vorwiegend im rechten Mittelfeld. Seine großen Stärken sind sein Fleiß im Spiel und seine enorme Kampfkraft. Gabris Entdecker war Louis van Gaal. Insgesamt sieben Jahre stand der Mittelfeldspieler im Kader des FC Barcelona. 2006 unterschrieb er einen Dreijahresvertrag bei Ajax Amsterdam. 2007 verlängerte er seinen Vertrag um zwei weitere Jahre bis 2011. Im niederländischen Superpokal 2007 sorgte er mit dem einzigen Tor des Tages für Ajax’ Sieg über die PSV Eindhoven.
Im Sommer 2010 wechselte Gabri zu Umm-Salal SC in die Qatar Stars League. Nach dieser Saison schloss er sich dem Schweizer Klub FC Sion an.
Nachdem er danach zunächst vereinslos war, wechselte er zur Saison 2012/13 hin zum FC Lausanne-Sport.

### Nationalmannschaft
Gabri war einer der Schlüsselspieler beim Gewinn der Junioren-Fußballweltmeisterschaft 1999 mit der spanischen Nachwuchsmannschaft.
Für das A-Nationalteam kam der Mittelfeldspieler dreimal zum Einsatz. Sein Debüt gab er am 30. April 2003 im Freundschaftsspiel gegen Ecuador. Im Folgejahr wurde Gabri für die Fußball-Europameisterschaft nominiert, kam im Team von Iñaki Sáez allerdings während des Turniers nicht zum Einsatz. Anschließend wurde er nicht mehr für Spaniens-Nationalelf aufgeboten.

## Erfolge

### Verein
- Spanische Meisterschaft mit FC Barcelona: 2005, 2006
- Spanischer Superpokalsieger mit FC Barcelona: 2005
- Copa Catalunya mit FC Barcelona: 2000, 2004, 2005
- UEFA Champions League mit FC Barcelona: 2006
- Niederländischer Pokalsieger mit Ajax Amsterdam: 2007
- Niederländischer Superpokalsieger mit Ajax Amsterdam: 2006, 2007

### Nationalmannschaft
- Junioren-Fußballweltmeisterschaft: 1999
- Silbermedaille bei den Olympischen Sommerspielen 2000